# Libnotes diaphana
Libnotes diaphana är en tvåvingeart som först beskrevs av Alexander 1942.  Libnotes diaphana ingår i släktet Libnotes och familjen småharkrankar. Inga underarter finns listade i Catalogue of Life.